# Golfo San Jorge
Golfo San Jorge – zatoka Oceanu Atlantyckiego, położona u południowych wybrzeży Argentyny (prowincje Chubut i Santa Cruz), pomiędzy przylądkami Cabo Dos Bahías (na północy) i Cabo Tres Puntas (na południu). Zajmuje powierzchnię około 40 000 km2 i jest największą zatoką na wybrzeżu Argentyny. Nad zatoką położone jest miasto Comodoro Rivadavia. Wraz z sąsiednimi obszarami zatoka stanowi jedno z najważniejszych zagłębi naftowych kraju.
Obecność licznych stref przybrzeżnych oraz różnorodność siedlisk sprawiają, że zatoka jest obszarem o istotnym znaczeniu dla rozmnażania wielu gatunków ryb i bezkręgowców, z których kilka ma duże znaczenie gospodarcze. Do obecnie poławianych gatunków należą m.in. krewetka czerwona argentyńska, morszczuk argentyński oraz pustelnik Lithodes santolla. Obfitość pożywienia w środowiskach przybrzeżnych stwarza dogodne warunki do rozwoju licznych populacji ptaków i ssaków morskich. Wiele z nich, jak pingwin magellański czy uchatka patagońska, to gatunki o dużym znaczeniu dla rozwoju turystyki. Wody zatoki stanowią także obszar żerowania dla drapieżników szczytowych pochodzących z innych regionów.